# アンブーリー
アンブーリー（アラビア語: أمبولي 、英語: Ambouli）はジブチ共和国ジブチ市南部の郊外にある地域。

## 概要
ジブチ地方に位置し、イギリスの考古学者、O.G.S.クロフォードが、その都市を古代から栄えた都市であるカンバラと特定した。1192年のムハンマド・アル・イドリースィーの地図には、アフリカの角の海岸、バブ・エル・マンデブ海峡の南東の町として、13世紀のヨーロッパの地図には、エチオピアを訪れたヴェネツィア人旅行者ブラガディーノが8年間住んでいた町として、カンバレとともにカンバラが描かれている。

## 交通
1948年以来、この町はジブチ国際空港の所在地となっている。